# Shanghuang, Jiangsu
Shanghuang (kinesiska: 上黄, 上黄镇) är en köpinghuvudort i Kina. Den ligger i provinsen Jiangsu, i den östra delen av landet, omkring 93 kilometer sydost om provinshuvudstaden Nanjing. Antalet invånare är 23 380. Befolkningen består av 11 742 kvinnor och 11 638 män. Barn under 15 år utgör 10,0 %, vuxna 15-64 år 74 %, och äldre över 65 år 14,0 %.
Runt Shanghuang är det tätbefolkat, med 790 invånare per kvadratkilometer. Närmaste större samhälle är Guanlin, 14,6 km öster om Shanghuang. Trakten runt Shanghuang består till största delen av jordbruksmark.
Genomsnittlig årsnederbörd är 1 542 millimeter. Den regnigaste månaden är juli, med i genomsnitt 268 mm nederbörd, och den torraste är december, med 50 mm nederbörd.